# Sítenský most
Sítenský most v Kladně v ulici Cyrila Boudy se čtyřmi dvojitými pilíři vede přes Sítenské údolí a je nejvyšším mostem v centru města. Spojuje Náměstí Sítná a Kročehlavy s centrem. Je dlouhý 113,9 m, vysoký 15 m (od nivelety vozovky k hornímu líci základové patky) a široký 19,5 m (mezi zábradlím), sklon mostu je 2,5 % dolů do centra. Nahoře je čtyřproudá silnice, po obou stranách chodníky a nízké ocelové zábradlí, pod mostem je zavěšený parovod  a inženýrské sítě, dole protéká jedna ze čtyř větví pramenů Dřetovického potoka. Most spravuje město a stojí na pozemku p. č. 244 v katastrálním území Kladno (polovina ulice Cyrila Boudy) na hranici s katastrálním územím Kročehlavy. Pro svou dostupnost si jej někdy také bohužel vybírají sebevrazi.

## Stavba mostu
Ve čtyřicátých letech byly prováděny masivní navážky z obou stran údolí. Návrhy byly řešeny v šedesátých letech, projekt přemostění Sítenského údolí byl vypracován v roce 1962, stavební povolení bylo vydáno 11. listopadu 1962. Hlavním statikem byl inženýr František Nosek, plánovaný termín dokončení byl několikrát odložen. Most byl zkolaudován v prosinci 1966, došlo také k radikální přestavbě a rozšíření ulice Cyrila Boudy.

## Rekonstrukce mostu

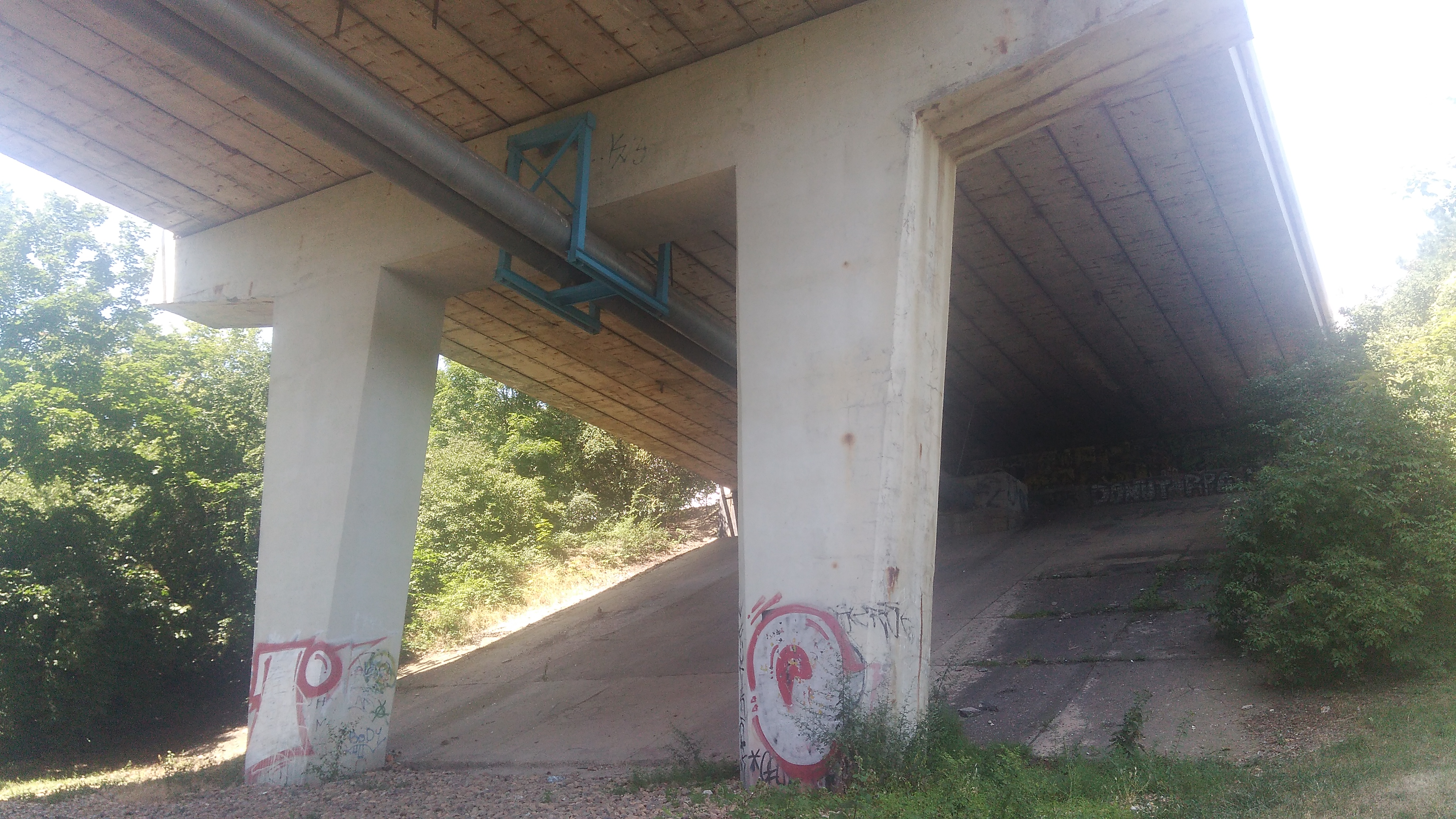
Sítenský most pod Galerií Kladno

Most byl opravený v roce 1994, zábradlí v srpnu až listopadu 2014. Vzhledem k opotřebení je po roce 2022 plánovaná jeho celková rekonstrukce, měl by být téměř celý rozebrán.